# Wikitribune
Wikitribune (zapis stylizowany: WikiTRIBUNE) – planowana e-gazeta, w której dziennikarze zajmują się badaniami i reportażami obok wolontariuszy zajmujących się korektą, sprawdzaniem faktów, proponowaniem zmian i dodawaniem źródeł.
Jimmy Wales, współzałożyciel Wikipedii, poinformował o witrynie w kwietniu 2017 roku jako przedsięwzięciu non-profit, niezwiązanym z Wikipedią ani wspierającą ją organizacją Wikimedia Foundation.

## Model biznesowy

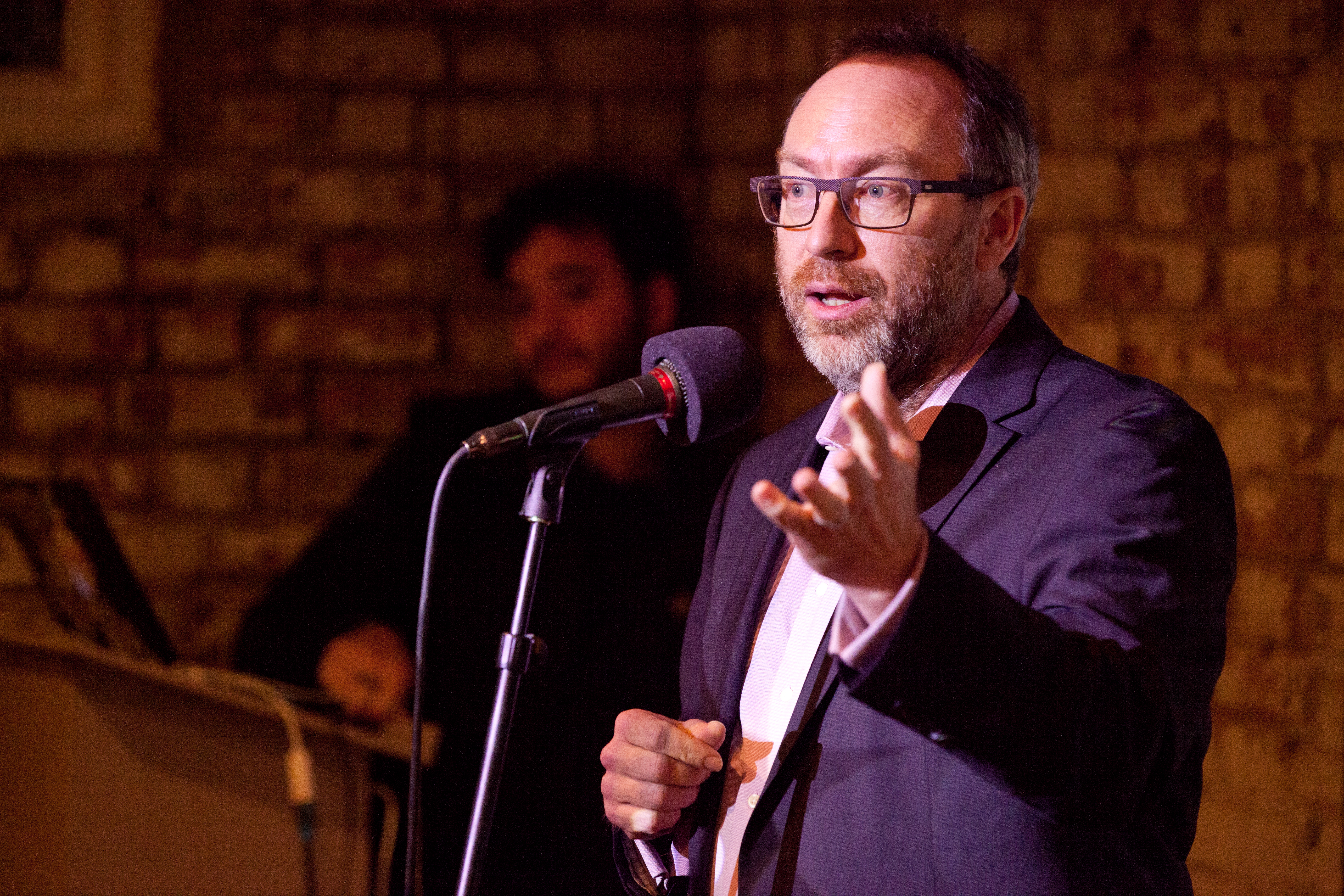
Przedsięwzięcie zostało uruchomione przez Jimmy’ego Walesa.

Wikitribune jest przedsięwzięciem non-profit, które będzie finansowane przez donatorów; im więcej środków, które wniosą, tym więcej dziennikarzy, których będzie można zatrudnić. Crowdfunding został otwarty 25 kwietnia 2017 roku. Zwolennicy proszeni byli o wpłaty $ 10 lub $15 miesięcznie, jednak dostęp do wiadomości będzie bezpłatny. Stwierdzono, że brak akcjonariuszy, reklamodawców i subskrybentów pozwoli zmniejszyć presję finansową i że płacący uczestnicy będą mogli zaproponować tematy. Zwolennicy, którzy wesprą witrynę, będą mogli również zdecydować jakiej tematyce będzie poświęcona strona.
Dziennikarze będą musieli podawać źródło faktów lub zapewnić pełne stenogramy i nagrania rozmów. Czytelnicy będą mieli możliwość zmieniania i aktualizowania artykułu, jednak aktualizacja będzie widoczna dopiero po zatwierdzeniu przez personel lub zaufanych wolontariuszy.

## Personel i struktura
Osoby zaangażowane w projekt jako doradcy Jimmy’ego Walesa obejmują Lily Cole, Jeffa Jarvisa, Guya Kawasaki, i Lawrence’a Lessiga. Finansowanie siedmiu z dziesięciu zaplanowanych dziennikarzy zostało osiągnięte w ciągu trzech tygodni od uruchomienia crowdfoundingu, którzy następnie byli zatrudniani, poczynając od Holly Brockwell. Pierwotny cel finansowania dziesięciu dziennikarzy osiągnięto w ostatnim dniu miesięcznego crowdfoundingu. Oczekuje się także, że wpłynie dodatkowe 100 000 dolarów ze wsparcia przez News Integrity Initiative Craiga Newmarka.
Jako pierwsza platforma oprogramowania dla serwisu planowana jest specjalna wersja WordPress.
Zawiązana wcześniej w kwietniu 2017 roku spółka z grupy Jimmy’ego Walesa złożyła wniosek o znak towarowy Wikitribune w Intellectual Property Office, który rozpatruje wniosek od 25 kwietnia 2017 roku.

## Odbiór pomysłu
Adrienne LaFrance przeanalizowała projekt w The Atlantic Monthly. Wcześniej pracowała w Honolulu w Civil Beat, który był założony przez Pierre’a Omidyara z podobnymi pomysłami „peer news”. Dzięki temu doświadczeniu uznała, że przedstawiony plan jest zbyt ambitny, ponieważ personel dziesięciu osób byłby niewystarczający do pokrycia globalnych wiadomości i zarządzanie wolontariatem byłoby czasochłonne.
Andrew Lih, badacz w szkole komunikacji American University, spodziewał się, że podejście hybrydowe Wikitribune będzie miało większy sukces niż tylko wolontaryjne w Wikinews „Masz operacyjną strukturę dowodzenia, która polega na pełnym wymiarze czasu pracy. Profesjonalni dziennikarze i redaktorzy zapewniają nadzór nad tym, jak ta historia się rozwija, a tłum wolontariuszy ponosi ciężar przesiewania, przeszukiwania, sprawdzania. Pozwalasz tłumowi robić to, w czym tłum jest dobry”.
Sarah Baxter, zastępca redaktora naczelnego „Sunday Times”, poświęciła Wikitribunie 30 kwietnia 2017 r. artykuł w gazecie zatytułowany „Wikipedia nie rozpowszechni prawdziwych wiadomości, po prostu je poprawi”. Po krytycznych uwagach na temat wiarygodności Wikipedii, stwierdziła: „Jest to osnowa i wątek debaty o wolnej prasie, zarówno cyfrowej, jak i drukowanej, która trafia w sedno prawdy, a nie głupia mądrość samozwańczego tłumu”.
Emily Bell, dyrektor Tow Center for Digital Journalism przeanalizowała zasięg projektu po czterech dniach od pierwszego ogłoszenia. Powiedziała, że istnieje znaczny sceptycyzm, który pojawił się podczas sesji Wallesa w Ask Me Anything. Przypuszcza, że Wikitribune będzie powielać pracę, która jest już w toku i przytoczyła przykład nagrody Pulitzera dla Davida Fahrentholda za sprawozdanie z wyborów prezydenckich w USZ dla „the Washington post”, podczas którego użył on Twittera do komunikacji z mieszkańcami.
Zahera Harb, wykładowczyni dziennikarstwa w City University, zakwestionowała oparcie strony na bezpłatnych wolontariuszach, mówiąc: „Widzę, że model jest bliżej «wyzysku», niż czegokolwiek innego”. Napisała również, że strona będzie podatna na błędy i zniekształcenia: „W tym systemie napotkamy błędy podobne do tych, które widzieliśmy w Wikipedii. Te błędy, zazwyczaj powodują takie same szkody jak fałszywe wiadomości... Grzebanie w kontach na Wikipedii stało się narzędziem wojny informacyjnej między konkurentami politycznymi i ekonomicznymi, a także między krajami, które znajdują się w konflikcie o terytorium lub mają sprzeczne narracje historyczne”.
Pracownicy prawnej kancelarii medialnej Hogan Lovells spekulowali, czy zaproponowany model współpracy dziennikarskiej zapewniłby wystarczającą ochronę przed angielskim prawem o zniesławieniu z 2013 r. (Defamation Act 2013) i stwierdzili, że kwestia ta nie jest pewna, a więc będzie zależeć od wyników przyszłych pozwów.

## Opinie
„To będzie pierwszy raz, kiedy profesjonalni dziennikarze i dziennikarze obywatelscy będą pracować ramię w ramię, jako równorzędni, pisząc o wydarzeniach, gdy one się dzieją, edytując je na żywo w miarę rozwoju, przy wsparciu społeczności sprawdzającej i weryfikującej wszystkie fakty”, powiedział Wales. Wales zamierza, aby projekt pomógł walczyć z fałszywymi wiadomościami w internecie. Do rozwiązania tego problemu miało go zmotywować wysłuchanie doradcy prezydenta USA, Kellyanne Conway, która użyła wyrażenia alternatywne fakty podczas wywiadu w styczniu 2017.